# Wideawake (Band)
Wideawake ist eine US-amerikanische Rock-Pop-Band aus Austin, Texas.
Die Single Maybe Tonight, Maybe Tomorrow ist eine Produktion zugunsten der Lance Armstrong Krebshilfefondation Live Strong.

## Diskografie

### Alben
- Bigger Than Ourselves (2002)
- Not So Far Away (2005)
- Something That We Can’t Let Go (2009)

### Singles
- Bigger Than Ourselves
- So Simple
- Misunderstood
- Stay
- Maybe Tonight, Maybe Tomorrow